# 北海道電視台
北海道電視放送株式會社（日语：／ Hokkaidō Terebi Hōsō Kabushikigaisha */?），通稱北海道電視台（北海道テレビ），簡稱HTB，是日本的一家以北海道為播出地區的電視台。北海道電視台設立於1967年12月1日，在1968年11月3日開播，是朝日電視台聯播網ANN的成員。北海道電視台的識別呼號為JOHH-DTV，遙控器號碼是6頻道。

## 資本構成
下表列出2016年3月31日時北海道電視台的主要股東:222：
| 資本金         | 發行股份總數 | 股東數 |
| -------------- | ------------ | ------ |
| 7億5,000萬日元 | 1,500,000股  | 19     |

| 股東         | 持股數    | 比例   |
| ------------ | --------- | ------ |
| 朝日新聞社   | 287,000股 | 19.13% |
| 朝日電視控股 | 253,000股 | 16.87% |

## 歷史

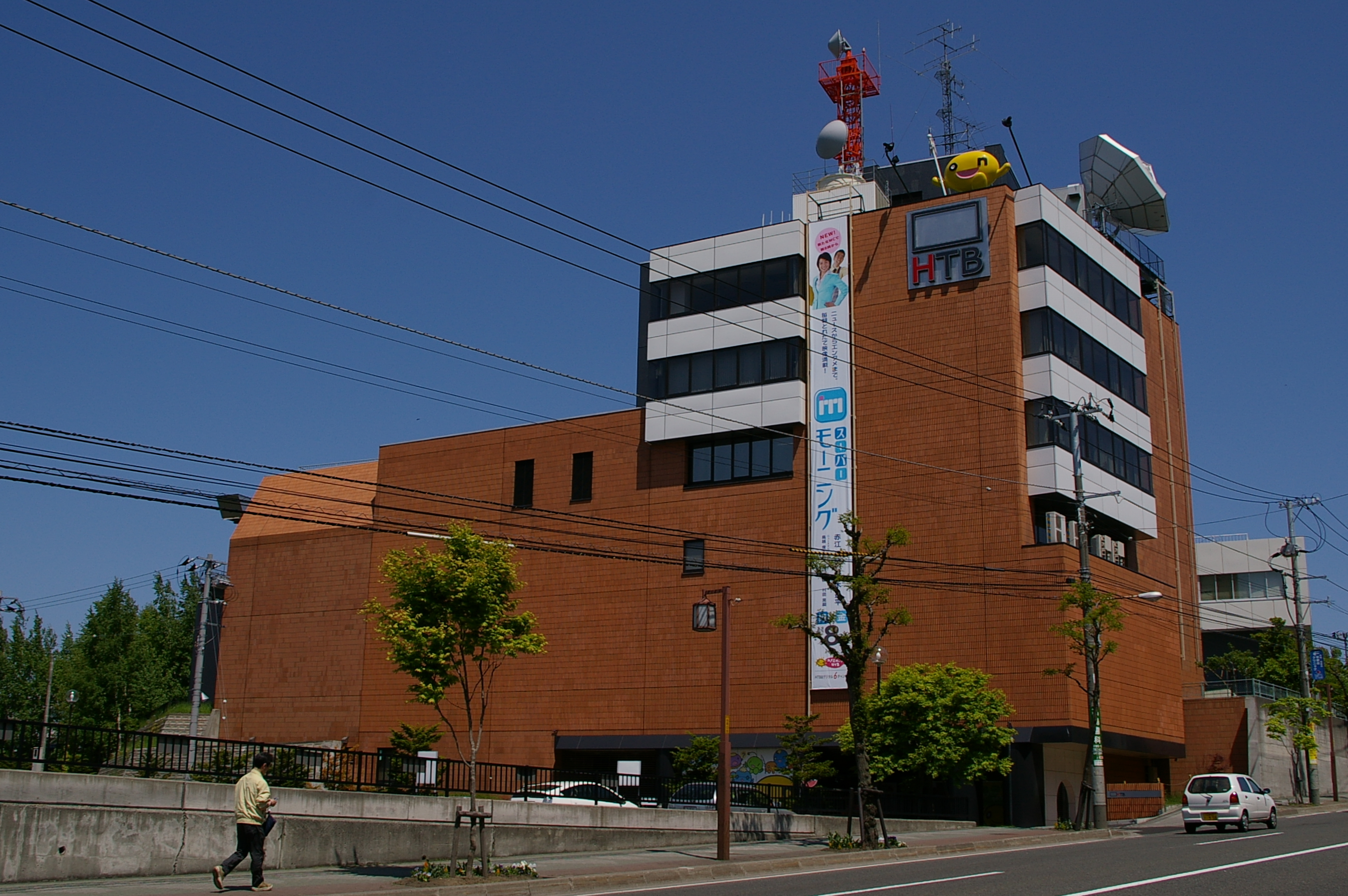
北海道電視台舊總部大樓，頂樓黃色雕塑是北海道電視台吉祥物「小on」

1960年代後期，郵政省開放UHF頻段用於電視播出，北海道因此獲得第三家商業電視台的開播名額。當時共有七家業者申請獲得這一播出執照:23。此後以札幌Toyopet社長岩澤靖和岩田建設社長岩田嚴為中心的「道民放送」獲得播出執照，並和其它申請業者進行整合:23。1967年12月1日，北海道電視台舉辦了發起人總會:24。當時富士電視台和NET電視台（現朝日電視台）均爭取北海道電視台加入自己的聯播網，但因NET電視台更為熱心，北海道電視台決定加入NET電視台的聯播網:26。翌年10月7日，北海道電視台獲得正式播出執照；這一執照是準教育電視台執照，規定北海道電視台播出節目中必須有30%以上是教育和教養類節目。10月15日，北海道電視台發射了試驗電波:33。
1968年11月3日早晨8時50分，北海道電視台正式開播，成為北海道第三家商業電視台:26。翌年5月26日，由於傳遞訊號的同軸管故障，北海道電視台被迫停播節目長達15小時34分:67-69。ANN在1970年1月1日成立時，北海道電視台是9家創始成員之一。開播五週年前夕的1973年10月3日，北海道電視台成立了工會:124-127。1975年5月，北海道電視台和札幌市姊妹都市美國俄勒岡州波特蘭的KATU電視台簽訂了姊妹台協議:154-155。此後北海道電視台曾多次派遣員工至KATU電視台研修:158-163。1980年代後，北海道電視台和中國黑龍江電視台及深圳廣播電影電視集團、美國西雅圖KOMO電視台、俄羅斯薩哈林電視台、南韓江原民放及大田廣播簽訂了合作協議，進一步開展國際合作。1977年北海道電視台導入了ENG，成為東京都以北第一家導入ENG的商業電視台，新聞節目的製作能力因此得到飛躍性提升:172-175。
1981年3月，兼任札幌Toyopet和北海道電視台社長的岩澤靖因炒股投機破產，札幌Toyopet倒閉。母公司的破產導致北海道電視台受到連鎖影響，瀕臨倒閉:100-103；朝日新聞社及朝日電視台在這時出資救濟，從此朝日系企業掌握了北海道電視台經營主導權:104-105。1983年11月3日，北海道電視台開始播出立體聲節目。在開播20週年的1988年，北海道電視台製作了一系列特別節目，其中更有通過ANN在日本全國播出的節目。
北海道電視台在1995年8月21日開設了官方網站，是北海道第一家開設官網的電視台。2006年1月1日，北海道電視台啟用了現行商標。同年6月1日，北海道電視台開始播出數位電視訊號。北海道電視台在這一年10月26日轉播北海道日本火腿鬥士奪得日本職棒冠軍的比賽，取得52.5%的收視率記錄，創出北海道電視台迄今最高收視率記錄。2011年7月24日，北海道電視台停止播出類比電視訊號。
北海道電視台參與了札幌市主導的都市更新計畫「札幌創世1.1.1區北1西1地區第一種市街地再開發事業」；原本NHK札幌放送局有意參與，之後NHK札幌放送局退出、北海道電視台取而代之。在札幌創世廣場於2018年6月20日竣工之後，北海道電視台於同年9月17日遷入札幌創世廣場，開始從新總部播出節目。遷入新總部當天，北海道電視台播出了特別版開播及收播短片。但在遷入新總部前夕的9月6日，北海道電視台因2018年北海道地震發生停播事故，未能播出節目11分20秒。北海道電視台遷入新總部之後，位於札幌市豐平區南平岸的舊總部在2021年被出售且拆除。舊總部原址預計將修建公寓。北海道電視台在2013年開設了官方YouTube頻道，近年更開始在網路上實時播出自製的節目。

## 節目
自2000年代後期開始，北海道電視台的節目自製率超過20%，在日本的地方電視台中名列前茅。深夜的自製綜藝節目是北海道電視台的一大擅長領域。北海道電視台第一個自製深夜綜藝節目是1984年開始播出的《招搖之夜》。1993年，北海道電視台開始播出帶狀深夜節目《馬賽克之夜V3》。在北海道電視台的深夜綜藝節目中，又以1996年開始播出的《週三怎麼樣》最為成功：該節目不僅銷售至神奈川電視台等非ANN成員電視台播出，大泉洋亦因該節目成為日本家喻戶曉的人物。
自1994年開始，北海道電視台多次製作特別電視劇。2000年的《光之街》獲得國際艾美獎提名，並獲得日本民間放送聯盟賞電視劇部門優秀賞、銀河賞獎勵賞。2009年播出的《看見的那一天》亦獲得日本民間放送聯盟賞和銀河賞。2019年播出的開播50週年特別電視劇《別轉台！》獲得了日本民間放送聯盟賞電視劇最優秀賞和電視部門大賞。
北海道電視台自開播時就在週一至週五每日播出10分鐘的自製新聞節目《新聞迴轉》。1986年，北海道電視台開始在晨間播出帶狀的自製資訊節目《心情是天氣745》。現在北海道電視台的兩大帶狀自製資訊節目是在週一至週六播出的《Ichimoni！》，以及在週一至週五傍晚播出的《Ichioshi！！》。
北海道電視台對自製節目的海外播出十分積極。1997年3月，北海道電視台授權JET日本台公開播映該台旅遊節目《北海道風情畫》（北海道アワー）。2013年開始，北海道電視台製作播出面向亞洲各國的北海道觀光節目《恋上!北海道》（台灣譯名：《我愛北海道》）。該節目在上海廣播電視台外語頻道、國興衛視播出。

## 外部連結
- HTB online （页面存档备份，存于）（官方網站）
- HTB北海道電視台的X（前Twitter）
- 北海道電視台的Instagram帳戶
- HTB6ch的Facebook專頁
- YouTube上的HTB北海道電視台 / HTB Hokkaido Television Broadcasting頻道